# Гур-Арье, Меир
Гур-Арье Меир (при рождении Меер Городецкий; 1891, Бобруйск — 2 февраля 1951, Иерусалим) — израильский художник.

## Биография
Родился в семье жестянщика Якова-Копла Городецкого и швеи Леи Кац. В 1907—1909 учился живописи в художественной школе в Лодзи, а после эмиграции в 1909 в Палестину продолжил учёбу в академии Бецалель. В 1918—1921 преподавал в этой академии. Основатель и председатель Еврейской Художественной Ассоциации.